# Порт Вила
Порт Вила (на английски: Port Vila) е столицата на Република Вануату.
Има население 49 034 души. Намира се на остров Ефате в Тихия океан, архипелаг Нови Хебриди и е с координати 17°44′00″ ю. ш. 168°19′00″ и. д. / 17.733333° ю. ш. 168.316667° и. д..

## География
Градът е разположен източно от залива Вила, а на запад достига до големите хълмисти склонове. Това е един очарователен град, носещ в себе си отпечатъка на няколко култури – английска, френска и меланезийска. Традиционно се счита за най-колоритния град в страната, включващ в себе си делови квартали с европейски вид и уютни зелени кварталчета с дървени къщи. Френският квартал се намира на север от центъра и може да се похвали с градски здания в колониален стил. Китайският квартал, или както го наричат местните жители „Хонконг Стрийт“, е разположен около Рю Карно и е широко известен със своите ресторанти и кафенета. Построеният успоредно на бреговата линия асфалтиран път „Кумул“ служи за основен ориентир и главна транспортна артерия на града.

## Икономика
Централният икономически район на Порт Вила е малък и компактен, с диаметър само километър. Традиционно присъстват откритите и закрити пазари, предлагащи изобилие от плодове, зеленчуци и морски дарове. В близост до прохода Намбату се простира цяла редица от подобни крайбрежни пазарчета, славещи се със своите ниски цени и отсъствието на характерните за подобни места навалица и суета. Градът е известен със своето превъзходно кафе и какао, а желаещите могат да разгледат плантациите, в които се отглеждат тези култури.
На вниманието на местните жители и гостите на града са предоставени 4 отлични игрища за голф, много дискотеки и първокласни ресторанти, които са донесли на главния град на Вануату славата на тихоокеанска столица за ценители. В последно време Порт Вила бързо се превръща в крупен офшорен център на южните части на Тихия океан, в резултат на което освен традиционните пазари в града може да се открият множество банки, офиси, магазинчета за сувенири и супермаркети. Голяма забележителност представлява първата в света подводна пощенска станция, открита през 2003 г.

## Природа
Тропически гори, великолепни океански плажове и чист въздух – такава е природата на остров Ефате. Може да предприемете разходка из столицата и съседните градчета с автомобил или да обходите острова с малка яхта. Имате възможност за драйвинг и екскурзии с „подводни лодки“ – катери с прозрачни стени ниско на ватерлинията, през които може да наблюдавате живота на подводния свят. Може да се отправите на пробег през джунглата или да храните под вода с ръка акулите.
Подходящ за екскурзия е маршрутът, започващ от близкия острови Хет, през островите Пеле, Мосо, Лелепа и островната група Какула, до загасналите вулкани на островите Нгуна и Эмау и завършващ с разходка из великолепни дъждовни гори, дом на редки птици и пеперуди. Не пропускайте и колоритното островче Иририки в залива Вила, с изглед право срещу градския бряг.

## Култура
Културният център на Порт Вила разкрива пред посетителите си своите прекрасни художествени, археологични и етнографски колекции. Внимание заслужават англиканската църква в Табаге (построена в близост до аерогарата), католическата църква и презвитерианската църква в „Парка на независимостта“.
Непременно трябва да разгледате градските сгради като Конститюшън Билдинг, старата сграда на съда, казиното „Ройал Палмс“, университета „Сауз Пасифик“, парламента, пощата, рибния и закрития пазар, „Парка на независимостта“ с английските си църкви и гробището в Анабру, известно със своите старинни гробници и колоритно украсени китайски и виетнамски надгробни плочи.